# Violon
Violon (nebo také viola da gamba kontrabasová, viola da gamba subbasová, arciviola, violone, D-violone, große viola, contrabas de viola, atp.) je historické označení pro kontrabas v době renesance, manýrismu, baroka a klasicismu. Ve staré hudbě zastupoval stejnou roli, jako dnešní kontrabas a hrál podstatnou úlohu v generálbasu.
Název violon také označuje menší, osmistopý nástroj též violové třídy, jenž je laděný v basové poloze in G. Bývá nazýván jako violon, malý violon, G violon, basová viola atp.

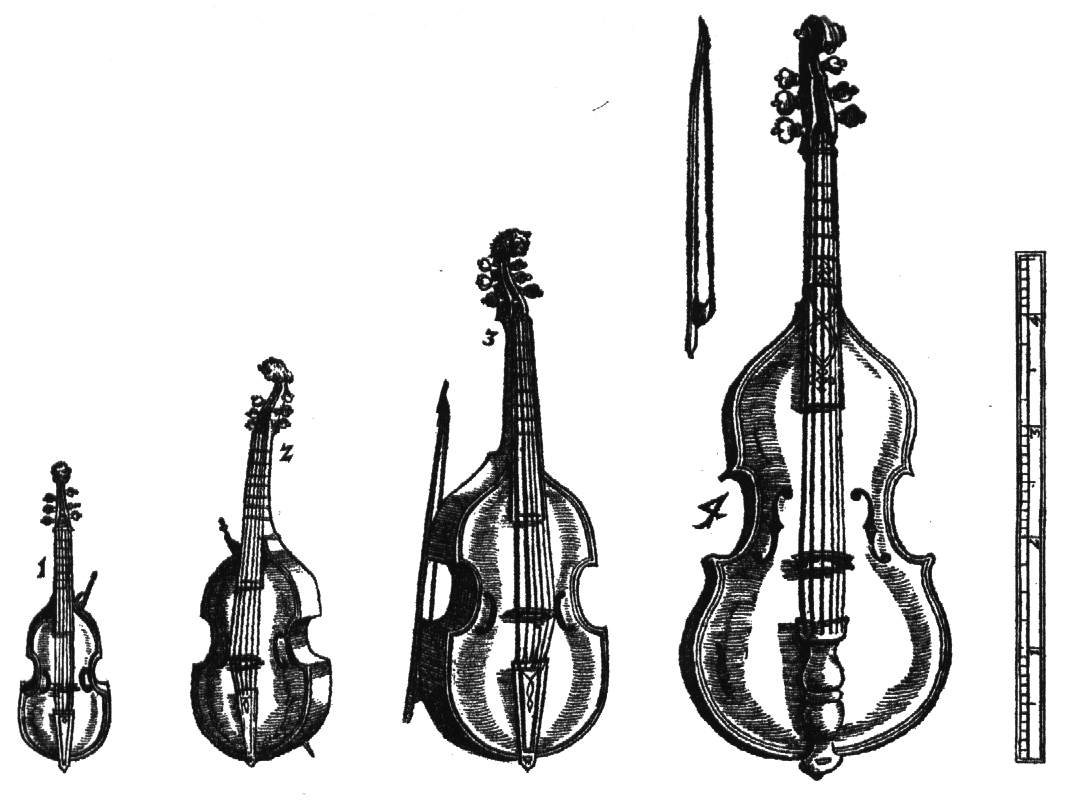
Šestistrunný violon zcela vpravo

## Původ
Violon je smyčcový hudební nástroj z třídy viol. Jako viola da gamba se vyznačuje rysy specifickými pro nástroje violové rodiny, jakými je kromě konstrukce také ladění a pražce (střevové převazy). Pojem violon označuje ty smyčcové basové nástroje, než zastupují roli generálbasu. V historickém kontextu označovalo slovo violon dva hudební nástroje, oba z třídy viol. Prvním je tzv. velká basová viola, označujeme ji také jako osmistopý violon a druhým je tzv. kontrabasová viola, kterou označujeme jako šestnáctistopý violon. Rozdíl spočívá v tom, že velká basová gamba (osmistopá) je laděná v basové poloze, zatímco kontrabasová gamba (šestnáctistopá) je laděná v kontrabasové poloze, zastupuje tedy úlohu kontrabasu.

## Historie

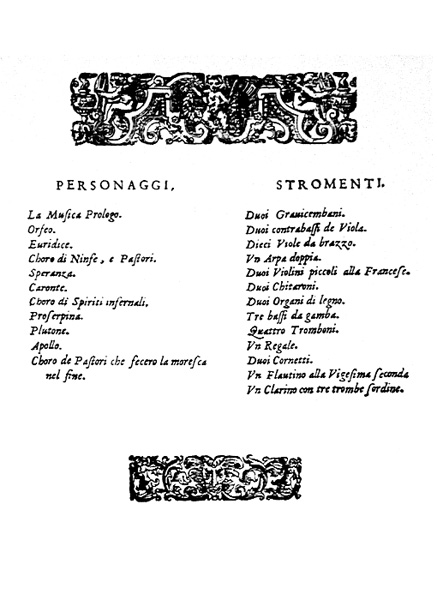
Text k opeře L'Orfeo Claudia Monteverdiho (1609). V pravém sloupci jsou dva violony uvedeny jako Duoi contrabassi de Viola

Violon vznikal někdy v období začátku 16. století, kdy se tehdy nejrozšířenější nástrojová skupina viol dále vyvíjela a rozšiřovala o další hlasové zástupce. Tehdy byly známy violy diskantová, alt-tenorová a basová. Postupně však přibývali další hlasoví zástupci spolu s polyfonizací instrumentální hudby. Úlohou violonu byla především hra v tanečních kapelách nebo v polyfonní hudbě. Tehdy byly violony dlouhého štíhlého tvaru s ozvučnými otvory ve tvaru C, ovšem ve spodní části korpusu, nikoli uprostřed. V horní části byla umístěna rozeta.
Svého vrcholu se dočkal violon v období manýrismu, v době Claudia Monteverdiho. Mezi významné hráče na violon patřil například slavný houslař Gasparo da Salo, který stál za vznikem moderních houslí. Claudio Monteverdi tehdy nazýval violon jako contrabas de viola – kontrabasová viola da gamba (tištěný originál opery L'Orfeo 1615). V té době už violon známe v podobě, jakou má přibližně nyní kontrabas.
Mezi významné příklady violonů z té doby lze uvést například pětistrunný violon s nejhlubší strunou C1, sedmistrunný violon významného bavorského loutnaře Caspara Tieffenbruckera (1514 - 1571) postavný roku 1564 v Lyonu s nejhlubší strunou A1 (A1-D-G-a-e-a-d1). Mezi další významné violony patří klasický šestistrunný violon od Gaspara da Sala v ladění (D1-G-C-E-A-d) nebo také šestistrunný violon od známého benátského houslaře Ventury de Francesca Linarola z roku 1585.
V encyklopedii Prattica di musica z roku 1592 augustiánského mnicha Lodovica Zacconiho je uváděn také sedmistrunný violon v kvart-terc-kvintovém ladění (G1-C-F-A-d-g-d1).
Významným exemplářem violonu v českých zemích je tzv. Rožmberská basa, pocházející z druhé poloviny 16. století. Avšak není zcela původní. Originálem je jen spodní deska, zbytek nástroje je postavený později a ona stará deska byla jen použita do zcela nového nástroje. V době manýrismu existoval i zvláštní smyčcový kontrabasový nástroj, zvaný accordo. Ten byl opatřen až 15. strunami, patřil do nástrojové skupiny lyr (lyra da braccio, lyra da gamba), avšak byl užíván jen k akordické hře, nikoli v běžné hudební praxi.
Od 16. století, kdy se do hudby začaly naplno prodírat houslové nástroje (housle, viola a violoncello), začal violon podléhat změnám v ostrunění, ale především ve vzhledu, který se nyní více přibližoval houslovým nástrojům. Zanechal si však veškeré své základní violové znaky. S postupem času začalo ostrunění violonu řídnout – zjednodušovat se, avšak na úkor rozsahu. Občas se objevovaly výjimky, jakými byly čtyřstrunné nebo dokonce ve Španělsku užívané třístrunné violony. Na začátku 18. století už převládaly především pětistrunné a čtyřstrunné violony. V době klasicismu se na violonech užívalo tzv. vídeňského ladění, tedy kvart-terciového ladění (F1-A1-D-Fis-A), to však většinou jen v sólovém repertoáru. V praxi orchestrální hudby se užívalo většinou čtyřstrunných violonů v klasickém ladění. Existují však doklady užívání tzv. "Vídeňského violonu" ještě v první polovině 19. století, a to v orchestrální a symfonické hudbě, kde tak vedle sebe stály nástroje "staré" a "nové" generace.
V průběhu 18. století začaly z violonu mizet pražce a páté struny. Začínalo se také více často užívat názvu kontrabas. V 1. polovině 19. století se užívalo také třístrunných violonů/kontrabasů v ladění A-d-g. Avšak ty se po několika letech ukázaly jako nepoužitelné (především z důvodu rozsahu), a tak se opět přešlo zpět k čtyřstrunným, později dokonce pětistrunným kontrabasům s nejhlubší strunou buď C1 či D1. Mezi významné kontrabasisty tohoto období patří také Domenico Dragonetti, který hrál na třístrunný violon a byl jeho velkým zastáncem, a to z důvodu zvukových kvalit na úkor rozsahu. Jeho nástroje je vystaven v katedrále sv. Marka v Benátkách.
V 21. století jsou používané čtyř a pětistrunné kontrabasy.

## Provozovací praxe

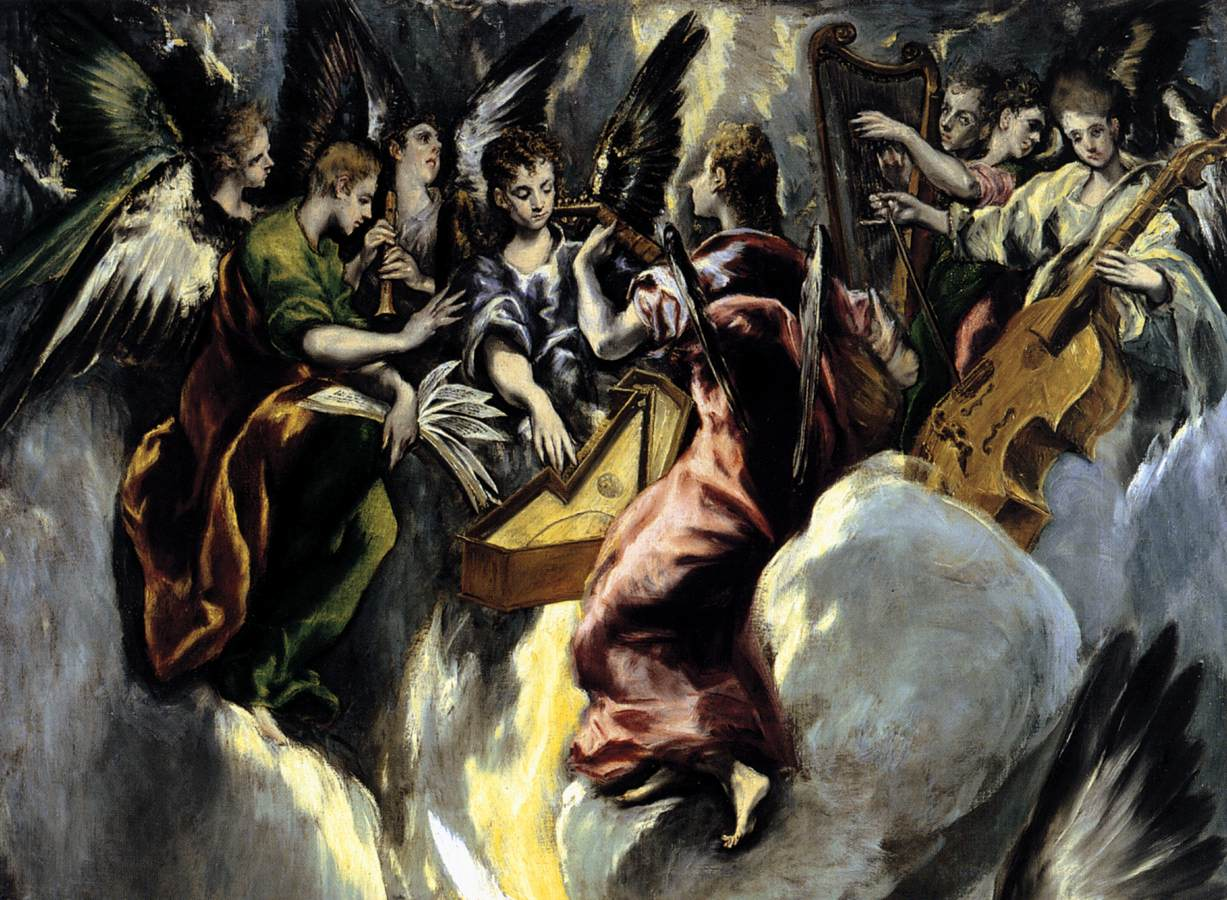
El Greco (manýristický obraz) – vpravo anděl hrající na renesanční osmistopý violon

V 16. století se užívalo malých i velkých violonů jak v kapelách hrajících slavnostní či taneční hudbu, tak instrumentálních tělesech hrající polyfonní hudbu. Z ikonografie se dozvídáme o podobě těchto těles, které často hrají i bez not. Na mnoha výjevech kapel můžeme také vidět violon osamocený, bez jiných basových nástrojů vyšších poloh. V době manýrismu pak už hraje violon roli jako základ tvořený basovou linkou. Tu obecně hrají nástroje basové polohy – smyčcové, či dechové jako jsou fagoty/dulciany a continuo – cembalo, cimbál, regál nebo varhanní pozitiv/varhany.
Violony či kontrabasy se však svou stavbou měnily podle lokality a doby. Jedním z těchto typů jsou nástroje určené pro kostel. Stávaly většinou na kůrech, kde se používaly. Jednalo o kontrabasy veliké stavby, v 18. století také zvané "kostelní basy", které jsou přibližně o velikosti 5/4 kontrabasu. Naopak v různých zámeckých kapelách, kde bývalo zvykem hrát na různých místech, či dokonce cestovat, bývalo zvykem užívat drobnější violony. Tyto, byť se jednalo o nástroje kontrabasové, bývaly menší (přibližně 1/2 – 3/4 velikost), aby se daly snáze přenášet a byly kompaktnější. Mívaly také více strun, než kostelní basy, kde bývalo zvykem čtyřstrunné ostrunění. Tyto nástroje určené pro hudbu mimo chrám se navíc dělily i na velikosti. V jednom orchestru tak spolu hrály tři kontrabasy a každý byl zcela záměrně jiné velikosti - od drobnějšího po velký. To je příkladem, že i v době 17. a 18. století naši předci velice důkladně přistupovali k interpretaci hudby a k charakteru zvuku nástrojů. Sám Claudio Monteverdi doporučuje užívat v chrámové hudbě spíše violoncello, naopak ve světské hudbě gambu. Analogicky proto jsou kostelní violony/kontrabasy spíše větší a jednoduší stavby, kdežto nástroje mimo chrám nejsou tak velkých rozměrů a disponují často i pěti a více strunami.

### Komorní uskupení

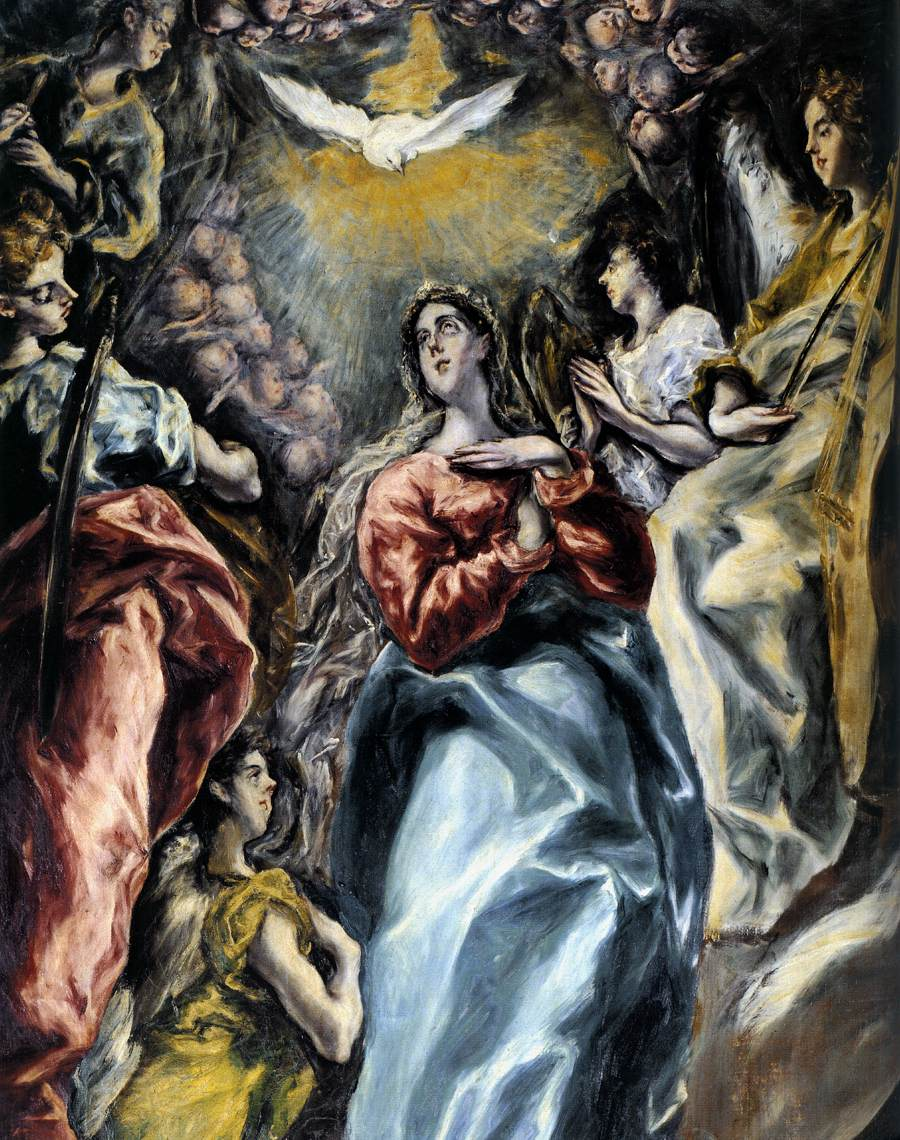
El Greco – vpravo šestnáctistopý violon

Šestnáctistopého violonu bylo užíváno především ve větších uskupení, v chrámové hudbě, v orchestru o větším počtu hráčů nebo jako jediný smyčcový basový nástroj v komorním uskupení, pokud jiný – basový nástroj ve vyšší poloze zastává part sólový. Malého violonu (v basové poloze) bylo užíváno vůbec nejčastěji, a to především v komorních uskupeních. Zastupoval spolu s např. cembalem úlohu generálbasu jako jediný basový smyčcový nástroj hrající basovou linku. Užívalo se ho prakticky ve většině instrumentálních produkcí – osmistopý violon byl jedním z vůbec nejfrekventovanějších a nejzákladnějších smyčcových nástrojů, které se v době baroka používaly (navzdory dnešní tzv. historicky poučené interpretaci). Pro jeho zvukové ideály tak zastával hlavní úlohu smyčcového continua. V této souvislosti je také potřeba dodat, že užití violoncella v orchestru, ač bylo běžné, neznamená, že violoncello mělo v rámci continua tuto přední úlohu, jelikož zvukové vlastnosti violoncella nedosahují potřebám zvuku, především ve velkých produkcích – operách, v recitativech atp. Osmistopý violon pro jeho plnost a kulatost zvuku a dobrou rezonanci tak byl nejdůležitějším smyčcovým nástrojem continua.
V komplikovanějších dílech orchestrální či komorní hudby doby baroka patří například koncerty od A. Corelliho, či A. Vivaldiho (L'Estro Armonico), kde v některých hraje violoncello roli sólového nástroje (i když basový sólový part vychází z generálbasu). Pak roli continua může nást pouhý violon (kontrabasový). Toho je důkazem například také Bachův Braniborský koncert č. 3, kde hrají tři sólová violoncella a roli continua přebírá výhradně violon s cembalem.
V hudební literatuře bývá časté označení violone. K pochopení o jaký typ nástroje se jedná, je třeba znát dobře kontext nejen skladby jako takové, ale zvyků v dané oblasti (jak je uvedeno níže). Pro kontrabas bývá občas užito explicitnějšího výrazu: contrabasso.

### Party pro violon
V barokní hudbě není běžné rozdělovat basové party na více hlasů, natož rozdělovat basové nástroje do více sekcí. Jednou z anomálií je part violonu v oratoriu I Penitenti al Sepolchro del Redentore od Jana Dismase Zelenky v Davidově árii, kdy jeden violon hraje arco v rámci continua a druhý violon spolu s violoncelly hrají jiný part pizzicato. Tuto převratnou novinku musel Zelenka vysvětlit dlouhou verbální poznámkou.
Druhým příkladem je pak Telemannova Grillen Symphonie TWV 50:1 (Symphoni Il Grillo), psaná pro dva sólové violony, chalumeau, příčnou flétnu, pikolu a hoboj s doprovodem smyčců a continua.

### Klasicismus
V době klasicismu se nejprve nic ohledně basové linky nelišilo, později se začaly rozdělovat violoncella a violony zvlášť (osmistopý violon upadl v zapomnění). Další důležitou skutečností je, že v době klasicismu začal být violon také sólovým nástrojem. Vzniklo mnoho dodnes velmi známých koncertů, jako jsou koncerty od A. Capuzziho, J. K. Vaňhala, K. Ditterse von Dittersdorfa, Hoffmeistra či D. Dragonettiho. Koncert pro violon od J. Haydna se bohužel ztratil, zachovaly se z něj pouze dva takty, ze kterých český kontrabasista a skladatel Miloslav Gajdoš dokomponoval celý koncert, ten se již ale nedá považovat za klasicistní dílo.

### 19. století
Začátek 19. století je přelomový. Starší generace hráčů ještě počátkem 19. století užívala violon s pražci, mladší generace pak novější kontrabas bez pražců (ty se stávaly nepopulárními již dříve). Ve Vídni byly používány některými hráči stále "vídeňské violony". Slavný kontrabasista a skladatel Domenico Dragonetti byl propagátorem třístrunného kontrabasu. Obhajoval ho zvukovými kvalitami na úkor rozsahu. To se však stalo nešťastným, protože kontrabas přišel o svůj charakteristický rozsah. Samotný Giuseppe Verdi musel ve svých operách v kontrabasových partech psát poznámky pro kontrabasy, které části hrají jen čtyřstrunné nástroje, protože třístrunné neměly požadovaný rozsah do hloubky. Z těchto důvodů bylo posléze navráceno k čtyřstrunným nástrojům. V druhé polovině 19. století dochází dokonce k praxi, že ve velkých symfonických a operních orchestrech bývá alespoň jeden pětistrunný kontrabas - opět kvůli požadovanému rozsahu v některých pasážích.

## Užití violonu podle regionu a epoch

### Italská hudba
Itálie je matkou houslařství i barokní hudby. Avšak právě zde dochází k přechodu k modernějším trendům daleko dříve, než jinde. Kontrabasové violony v Itálii již během 17. století přicházejí o šestou a posléze i pátou strunu. Ke konci 18. století se ustupuje od užití pražců. Osmistopé violony jsou užívány dokonce jen do první poloviny 17. století. Nadále jsou používány jen obměny violoncella.

### Francouzská hudba
Zajímavostí je absence šestnáctistopého i osmistopého violonu ve francouzské barokní hudbě. Ta užívala pouze basse de violon, což je francouzský název pro violoncello, které bylo větší než dnešní a bývalo laděné o sekundu níže (s nejvyšší strunou G). Tato violoncella však bývala používána po celé Evropě jako základní typ generálbasového violoncella. Menší nástroje, které se užívají dnes, měla v baroku pouze koncertantní úlohu.
Kontrabas přinesl do Francie až Marin Marais v roce 1701, kdy býval užíván pouze v opeře, to jen ve velkých sborových pasážích. Francouzský kontrabas však fungoval na bázi basse de violon, avšak o oktávu níže. Měl tedy čtyři struny laděné v kvintách s nejvyšší strunou G. Ladění bylo převzato od basse de violonu (violoncella) proto, že na tento nástroj hráli violoncellisté.

### Anglická hudba
Anglie a Francie si bývaly vždy blízko, což platí i o hudbě. V Anglii bylo sice užíváno osmistopého violonu, avšak především v konsortech. Zde se užívalo pojmu velká basová viola/great bass viol. Kontrabas však v Anglii stejně jako ve Francii znám nebyl. Dostal se sem až poté co, se objevil ve Francii, tedy po roce 1701. Stejně jako pro hudbu Lullyho ve Francii, tak i pro hudbu Purcella v Anglii platí, že byla bez šestnáctistopé polohy.

### Česká a německá hudba
V zaalpské oblasti bývala tradice violonů vůbec nejsilnější. Osmistopé violony byly užívány až do druhé poloviny 18. století. V té době už bývaly spíše v podobě tzv. kvintonu, který měl pět strun. Narazit můžeme na více druhů osmistopých violonů, jako jsou čtyřstrunné nástroje vypadající jako malé kontrabasy (Oldřich Eberle). J. Quantz dokonce hovoří o tzv. německém violonu (ve smyslu kontrabasu), který měl pět až šest strun, a kterého bylo v Německu užíváno až do 18. století.
V této oblasti je také typické rozlišování mezi kontrabasem určeným pro kostel a pro světské prostředí (opera, zámecké kapely). Kostelní nástroje byly větší, masivnější, často jen čtyřstrunné. Naopak nástroje pro operu a šlechtické kapely nebývaly tak veliké a mívaly pět strun.
Terminologie zde nejčastěji používá termín violone (především ve smyslu kontrabasu), a to až do období klasicismu.

### Vídeň
Specifickou oblastí pro kontrabasy v zaalpské oblasti je vídeňský region. Zde se ujalo atypické ladění kontrabasu, jakožto pětistrunného s laděním (odspoda) F-A-D-Fis-a, které se užívalo již v 2. polovině 17. století. Právě toto ladění později umožnilo v centru Vídeňské školy vznik nejstarší kontrabasové sólové literatury. Díky pohodlným terciovým intervalům bylo vhodné pro virtuózní sólové koncerty na tento nástroj.
V druhé polovině 18. století se z tohoto ladění stává čistě sólové či koncertantní, a proto upozorňuje Leopold Mozart ve své Houslové škole, že pro orchestrální party má být užito klasického kvartového kontrabasu a pouze pro sólovou literaturu nebo koncertantní party má být užito kvart-terciového ladění.

## Konstrukce

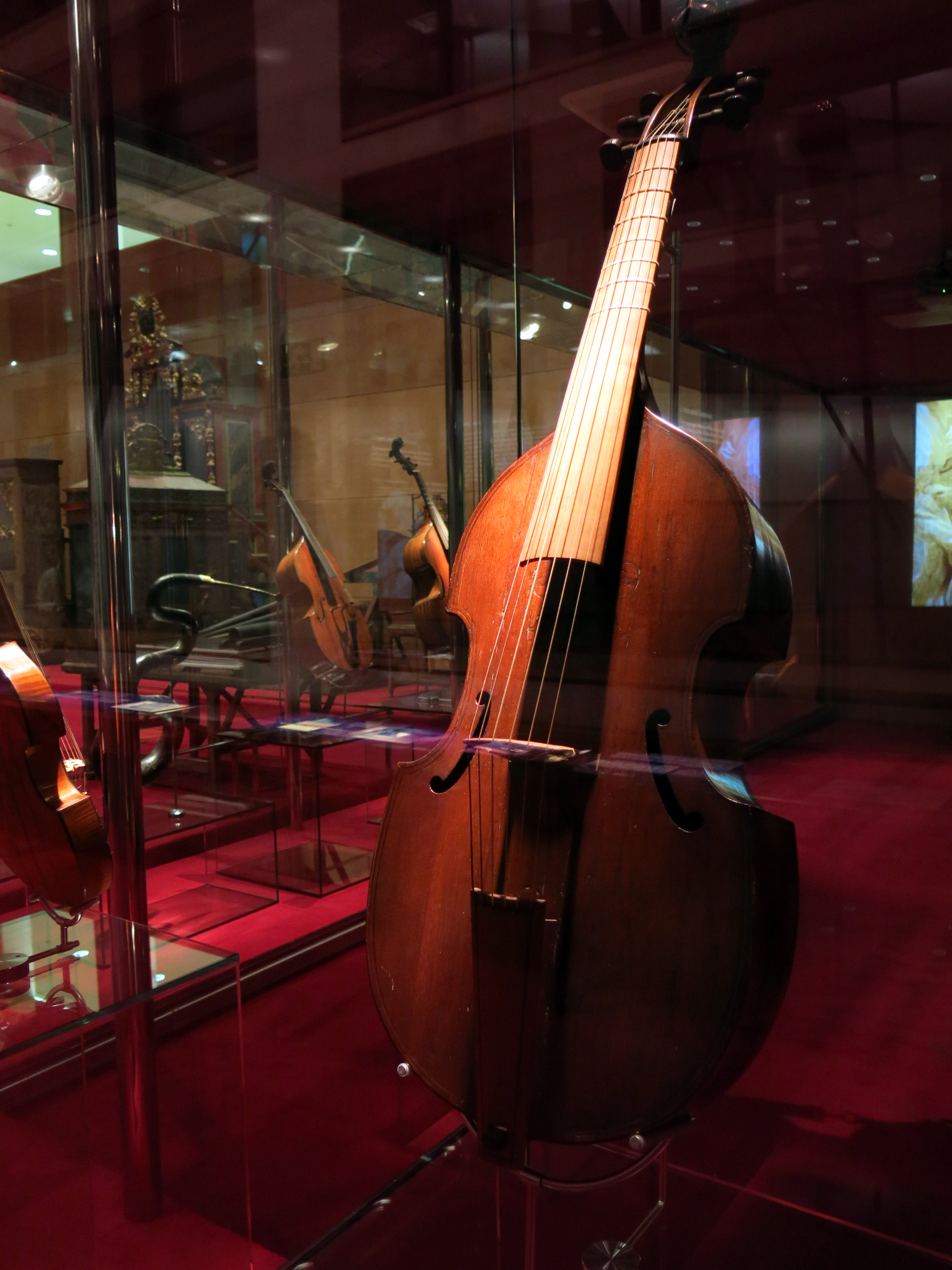
Šestistrunný violon, 16. století

Violon nebo také viola da gamba kontrabasová je nejhlouběji laděný nástroj z třídy viol. Zachovává si tedy konstrukci, jakou mají všechny nástroje violové třídy, tedy i nástroje da braccio.
Základními znaky violy da gamba (tedy i violonu) je plochá spodní deska, v horní části zkosená, dále nepřesahující kraje desek, tvar bez růžků a také typické zakončení lubů v horní části. U violonu se však neužívalo typických gambových ozvučných otvorů ve tvaru C (používaly se jen v raném období violonu), ale ozvučných otvorů ve tvaru f, jako známe u houslových nástrojů či tzv. plamenů (oblíbených v 18. století), tedy ozvučných otvorů ve tvaru plamínku, jakého se užívá také u violy d'amore. V 1. polovině 16. století byly u violonu běžné také oválné rozety.
V celé historii violonu od počátku do dneška se však vyskytovaly výjimky. Tehdejší doba neměla jako ta naše přesná pravidla na rozměry a tvar. U violonů můžeme tedy vidět zcela běžně výjimky, jakými jsou např. klenuté spodní desky, přesahující okraje nebo tvar s růžky. Vždy si však violony či dnes kontrabasy zachovávají dva typicky violové znaky, a to klasické zakončení lubů v horní části (do tvaru kapky) a zalomená zadní deska v horní části. U violonu se postupně přestalo užívat také klasického uchycení struníku za dřevěný pilíř jako u ostatních gamb a také odlišné konstrukce kobylky s nožičkami typickými pro violu da gamba. Dalším houslovým znakem na violonu (kontrabasu) je šnekové zakončení hlavy krku. Všechny tyto změny podléhaly postupným začleňováním violonu do moderních nástrojových uskupení, která více ignorovala nástroje třídy viola da gamba. Violon byl tak jedinou skutečnou violou da gamba, která byla běžně užívána v orchestru vedle tzv. houslových nástrojů. Tím byl tvar violonu uzpůsobován tvaru a vzhledu houslí. Po vymření všech ostatních nástrojů třídy viol se tak violon stal snad už jen s violou d' amore (a violou di baritone, pro kterou psal i J. Haydn) jediným zástupcem starých viol užívaných dodnes.

## Ladění a ostrunění
Kromě zmíněných ladění violonu se používalo daleko více druhů ladění. Violony byly nejprve ostruněny šesti, či sedmi strunami, v 17. století nejčastěji šesti. V 18. století především pěti a čtyřmi strunami. Čtyřstrunné violony byly oblíbené především v Německu a v Čechách (violon Eberle Prag 1740, 1750 – čtyři struny). Vždy však záleželo na místních zvyklostech.
Jediným "oficiálním" laděním violonu je buď klasické ladění viol (o oktávu níže než basová viola da gamba), tedy (D1-G-C-E-A-d) nebo pozdější ladění, tzv. vídeňské (F1-A1-D-Fis-A). Další oficiální ladění je pak moderní ladění ((C/D)-E-A-D-G), potažmo jeho sólová varianta o tón výše, užívaná pro sólové skladby. Ostatní způsoby ladění jsou vlastně spíše náhodami, kdy si hudebníci ladili svůj nástroj podle toho, jak jim to vyhovovalo, či podle technických možností. Většina z mnoha dnes zaznamenaných ladění užívaných v historii není "oficiálním laděním". Tehdejší doba neměla pravidla na ladění nástrojů jako dnes, a tak se většinou jednalo o spontánní způsob ladění, závisející na individualitě hráče. Příkladem "oficiálních" ladění v historii jsou tak ladění |D1-G-C-E-A-d| v 16. a 17. století, dále |F1-A1-D-Fis-A| tzv. vídeňské ladění a naposledy ladění kvartové podle počtu strun |((C/D)-E)-A-D-G|.

### Příklady ladění v historii
| Violon 1564      | (A1-D-G-a-e-a-d1) | 7 strun – renesanční                              |
| Violon 1585/1609 | (D1-G-C-E-A-d)    | klasické kvart-terciové ladění kontrabasové violy |
| Violon 1592      | (G1-C-F-A-d-g-d1) | 7 strun – kvart-terc-kvintové                     |
| Violon 1770      | (F1-A1-D-Fis-A)   | 5 strun – vídeňské ladění (neužívá se vždy)       |
| Violon 1782      | ((H/C)-E1-A1-D-G) | 4 nebo 5 strun – tzv. moderní ladění              |

## Pražce
Pražce, neboli střevové převazy byly běžné od renesance u nástrojů střídy viol. V raném období se používaly například i u violoncella. Violon, jakožto zástupce třídy viola da gamba, používal pražce také. Ještě v 50. letech 18. století píše flétnista Johann Joachim Quantz ve svém díle Pokus o návod jak hrát na příčnou flétnu, že kontrabas by měl disponovat pražci. Nejedná se zde o výhodu intonační, nýbrž o výhodu zvukovou. Kontakt struny s pražcem vytvoří daleko jasnější tón, než je tón vytvořený nepřesným stisknutím struny prstem v širším záběru kontaktu struny s hmatníkem, kde vzniká tón více nepřesný, což je u kontrabasového nástroje s hutným zvukem o to větší problém. V dnešní interpretační praxi "historicky poučené interpretace" i tak není pravidlem používat pražce, byť o tom hovoří dobové materiály. Většinou se jedná, podobně jako u jiných neautentických výstřelků dobové praxe, o pohodlnost hráčů, kteří se nechtějí "přeučovat" nebo praktikují hru jak na dobový, tak na moderní nástroj a nechtějí mít dva natolik rozdílné nástroje[zdroj?].

## Violon v Českých zemích
Nejstarším dochovaným nástrojem kontrabasového typu je tzv. Rožmberská basa. Jak však bylo výše psáno, z originálního nástroje je zachována pouze menšinová část. Nevíme kolik strun tento nástroj měl, jak vypadaly ozvučné otvory, jaké měl ladění atp. Většina dochovaných nástrojů v ČR jsou nástroje z církevního prostředí. Většinou tak mají velkou stavbu a čtyři struny - a to jak u nástrojů 17., tak 18. století. Mezi dochovanými nástroji tuzemské výroby se však sporadicky nacházejí i nástroje pětistrunné, avšak ze 17. století a pravděpodobně nepocházejí z chrámového inventáře. Mezi významné stavitele kontrabasu v Praze v 18. století patří především Jan Oldřich Eberle, jenž postavil více nástrojů. Všechny jsou čtyřstrunné, předpokládá se však, že ve většině případů pocházely zakázky z církevního prostředí.
Mezi dochovanými osmistopými violony je například velmi vzácný nástroj z 16. století, který mohl pocházet např. z prostředí jako byla kapela na dvoře Rudolfa II. Tento šestistrunný violon zvláštního tvaru, klenutí i ozvučných otvorů však dokazuje užívání tohoto nástroje u nás od nejranějších dob. Nástroje z 18. století mají pozoruhodně jen pět strun a jsou často velmi netypické konstrukce - tvar připomíná mix gambového a houslového tvaru, krk silně zalomený dozadu, nástroj celkově připomíná spíše nástroj lidový.

## Významní hráči na violon
- Neznámý gambista – považován za prvního velkého průkopníka hry na violon. Byl gambistou francouzské královské kapely Garnier a koncertoval na velkou basovou gambu, či violon dlouhý čtyři a půl stopy, tedy asi 137 centimetrů.
- Michele Todini (1625–1689) – byl významný římský stavitel hudebních nástrojů, hrál na dudy a na violon. Byl významným průkopníkem violonu v římských orchestrech.
- Michel Pignelot de Montéclair (1667–1737) – byl vokalistou katedrály v Langres a učitel hudby. Později pracoval v Paříži, kde se stal hráčem na "contraviolon" ve Velké opeře.
- Jan Dismas Zelenka (1679–1745) – jeden z nejgeniálnějších skladatelů vrcholného baroka vůbec. Byl violonistou v kapele hraběte Hartiga v Praze a na kůru Nejsvětějšího Salvátora, později se stal prvním violonistou velké drážďanské kapely, kde byl i dvorním skladatelem. V roce 1723 byl prvním violonistou ve dvousetčlenném orchestru při korunovační opeře J. J. Fuxe Costanza e fortezza v Praze.

### První virtuosové
- Jan Václav Stamic (1717–1757) – koncertoval na housle, violu d'amore, violoncello a violon ("contraviolon").
- Josef Kämpfer (1735) – cestující virtuos, měl violon jménem Goliáš a sám sestrojil mechanismus na jeho rozkládání pro pohodlnější cestování.
- František Xaver Vočitka (1730–1791) – český virtuos na violoncello a violon. Je autorem sólových violoncellových skladeb.
- Hotfeldt (1738) – narodil se na Šluknovsku. Stal se významným violonistou a dostal místo i ve Velké pařížské opeře. Když ho otec povolal zpět domů do Čech, byl tu zrovna kapelník pruského krále Bedřicha Velikého J. F. Reichardt. Když z kruchty vyslechl Hotfeldtův koncert, řekl, že takový kontrabasový výstup, ještě k tomu v malém vesnickém kostelíku, neslyšel v žádné z nejvýznamnějších rezidencí.
- Friderich Anton Pichelberger (1741–1813) – významný rakouský violonista. Hrál také v Schikanederově divadle ve Vídni. Od roku 1773 dirigoval od kontrabasu kapelu šlechtice Ottingena ve švábském Wallersteinu. W. A. Mozart pro něj a pro pěvce Franze Görlova napsal operní árii "Per questa bella mano" pro bas a obligátní violon.

### Další významní raní virtuosové a skladatelé
- A. Capuzzi) – je nesprávně nazýván autorem známého koncertu pro violon C dur, ve skutečnosti tento koncert nenapsal
- J. K. Vaňhal (1739–1813) – je autorem jednoho z nejkrásnějších a nejhranějších koncertů – koncert pro violon D dur
- D. Dragonetti (1763–1846) – autor známého koncertu pro kontrabas A dur
- K. D. von Dittersdorf (1739–1799) – významný klasicistní skladatel. Zkomponoval koncert pro violon a orchestr E dur a D dur
- F. A. Hoffmeister (1754–1812) – autor několika violonových koncertů

## Smyčec

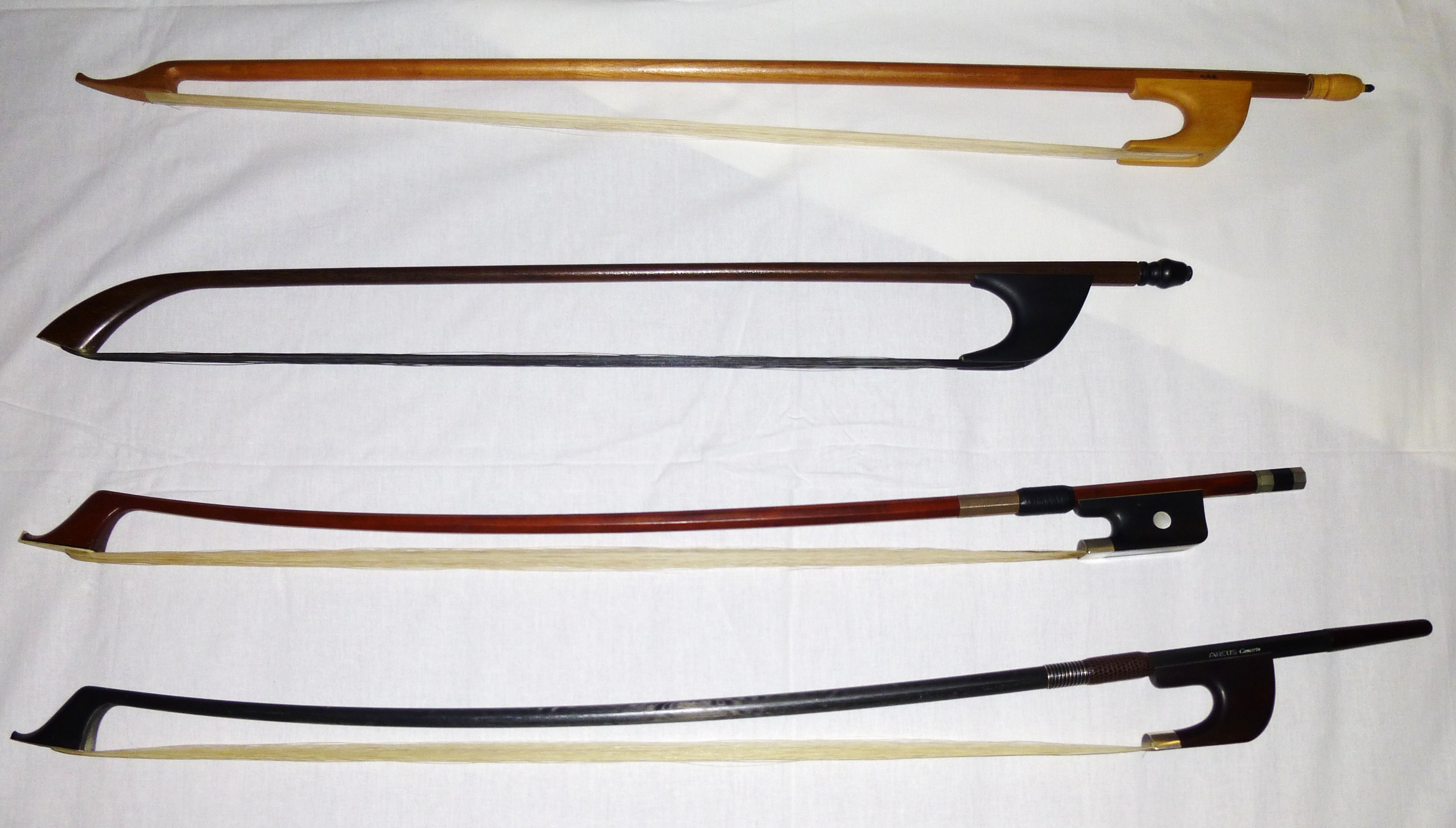
Odshora: barokní smyčec, Dragonettiho smyčec (poč. 19. století), moderní "francouzský" smyčec, moderní "německý" smyčec.

Smyčec violonu se drží stejným způsobem jako nyní (na rozdíl od smyčců držících se shora, které se v baroku držely blíže ke středu). Stejně jako ostatní smyčce i smyčec violonu byl lukovitý a v historii měnil svůj tvar. Jelikož se u violonu stojí, nemohl se smyčec držet zdola, jako u ostatních viol da gamba. Proto se musela zvýšit žabka a smyčec uchopovat z jejího hřbetu. Tyto smyčce se nazývají jako "německé" a smyčce, jejichž držení se převzalo od houslových nástrojů později se nazývají jako "francouzské". Právě německé držení smyčce se historickým způsobem odvolává na staré violy a je to jeho přímý pozůstatek.

## Kontrabas
Kontrabas v současnosti je velmi odlišný od ostatních smyčcových nástrojů. Je to tím, že historicky a vývojově nespadá pod houslovou rodinu. Na rozdíl od houslových nástrojů má totiž většinou tvar jako viola da gamba, laděný je v kvartách, užívá se i pěti, někdy i šestistrunných variant a mívá plochou spodní desku. Hraje se na něj odlišně se držícím smyčcem.